# Bagnoles
Bagnoles település Franciaországban, Aude megyében. Lakosainak száma 315 fő (2022. január 1.). Bagnoles Conques-sur-Orbiel, Laure-Minervois, Malves-en-Minervois, Villalier, Villarzel-Cabardès és Villegly községekkel határos.

## Népesség
A település népessége az elmúlt években az alábbi módon változott:
| Lakosok száma | 210  | 216  | 198  | 177  | 286  | 305  | 308  | 306  | 308  | 315  |
|               | 1968 | 1982 | 1990 | 2006 | 2013 | 2015 | 2017 | 2019 | 2020 | 2022 |